# Midnight Surprise
«Midnight Surprise» —en español: «Sorpresa de medianoche»— es una canción interpretado por el artista británico Lightspeed Champion desprendido del álbum Falling Off the Lavender Bridge. El sencillo fue publicado en vinilo de 10" por Domino Records. El título completo de la canción, que se puede encontrar en la caratula del CD es "Midnight Surprise (My Time Spent Down the Lavander Bridge / Oh God, Really? / She Said "I'm Starting To Lose It")". 
Los coros fueron interpretados por colaboradores habituales de Emmy The Great y miembros de Tilly And The Wall, así como miembros de Son, Ambulance y otros músicos de Omaha, Nebraska, donde se grabó la canción con el productor Mike Mogis. El b-side del sencillo, "Flesh Failures (Let The Sunshine In)", es un cover de una canción perteneciente al musical Hair.
Existen dos versiones de la canción; la versión corta (radio edit), y la versión completa (de 10 minutos de duración). Ambas versiones tienen sus propios vídeos musicales.